# Gustav Lindenthal

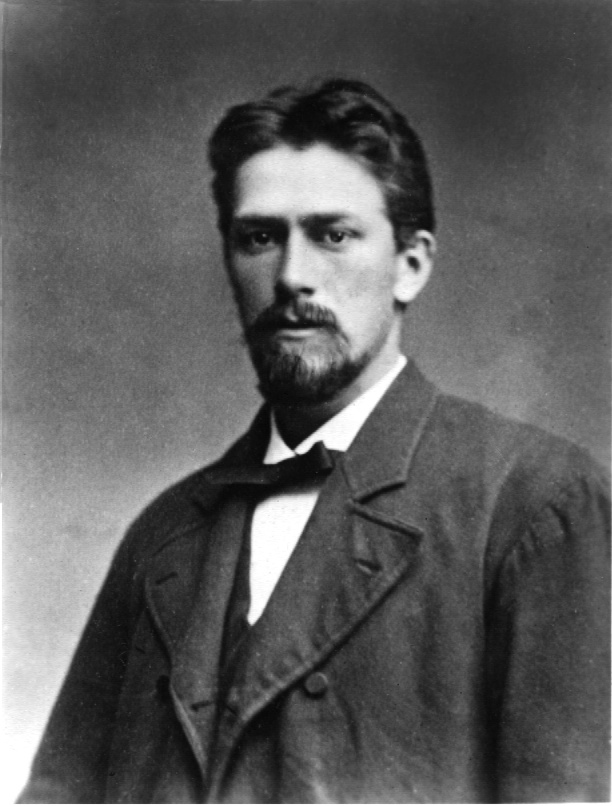
Gustav Lindenthal v roce 1880

 Gustav Lindenthal  (8. května 1850 Brno – 31. července 1935 Metuchen, New Jersey) byl rakousko-americký mostní inženýr z Moravy.
Postavil mimo jiné v roce 1918 Hell Gate Bridge v New Yorku, ve své době největší obloukový most na světě. Gustav Lindenthal získal tři čestné doktoráty. Byla po něm pojmenována cena pro mostní inženýry.

## Život a dílo
Lindenthal byl do roku 1870 učněm a praktikantem v továrně na stroje v Brně. V letech 1870 až 1874 pobýval ve Vídni, kde pracoval jako inženýr na dráze císařovny Alžběty a při stavbě lanovky na Leopoldsberg. Poté postavil horské mosty v Mnichově a ve Švýcarsku.
V roce 1874 Lindenthal emigroval do Spojených států. V letech 1874 až 1877 pracoval ve Filadelfii, zpočátku jako zedník a později jako inženýr pro výstavu Centenary Exposition. Poté pracoval jako mostní stavební inženýr v Pittsburghu až do roku 1895. V letech 1879 až 1891 stavěl Lindenthal v mnoha státech USA mosty pro Atlantic & Great Western Railroad. Postavil také doky a přístavní zařízení v Baltimoru v Marylandu. V roce 1883 obdržel Rolandovu cenu od Americké společnosti stavebních inženýrů za návrh mostu Smithfield Street Bridge v Pittsburghu. Ve stejném roce se přestěhoval do New Yorku. Založil si tam svou kancelář a pracoval jako samostatný mostní inženýr po celých Spojených státech.
V letech 1902 a 1903 byl Lindenthal komisařem mostů v New Yorku. V roce 1909 postavil Queensboro Bridge v New Yorku. O dva roky později obdržel čestný doktorát Technické univerzity v Drážďanech. V roce 1913 obdržel v Lipsku zlatou medaili za návrh mostu Hellgate Bridge v New Yorku. O čtyři roky později, v roce 1917, otevřel Sciotoville Bridge v Ohiu a o rok později Hellgate Bridge v New Yorku. V roce 1921 obdržel čestný doktorát Vysoké školy technické v rodném Brně. V letech 1925 a 1926 Lindenthal navrhl tři mosty v Portlandu v Oregonu. V roce 1926 obdržel čestný doktorát na Technické univerzitě ve Vídni.

## Galerie staveb

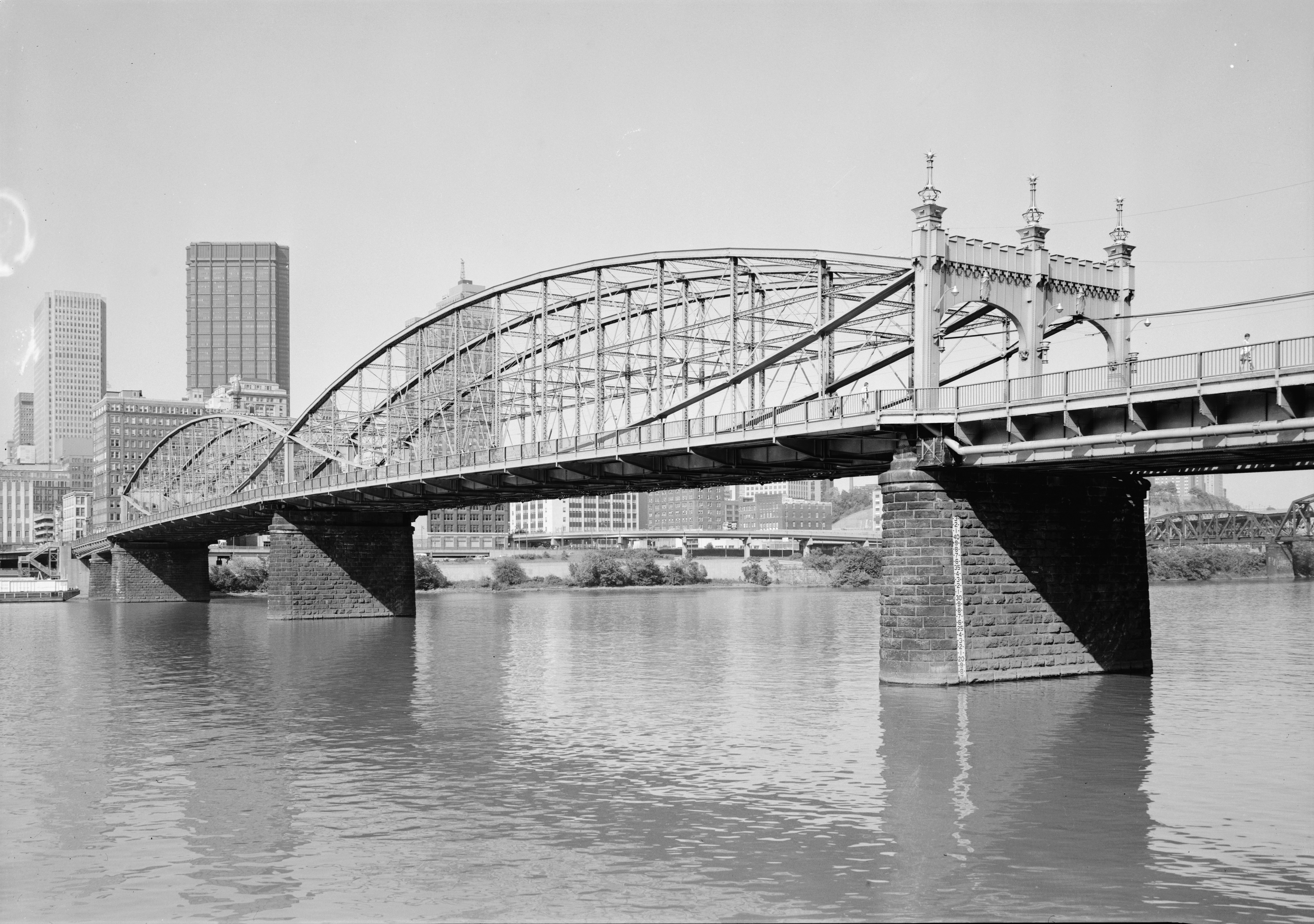
Smithfield Street Bridge
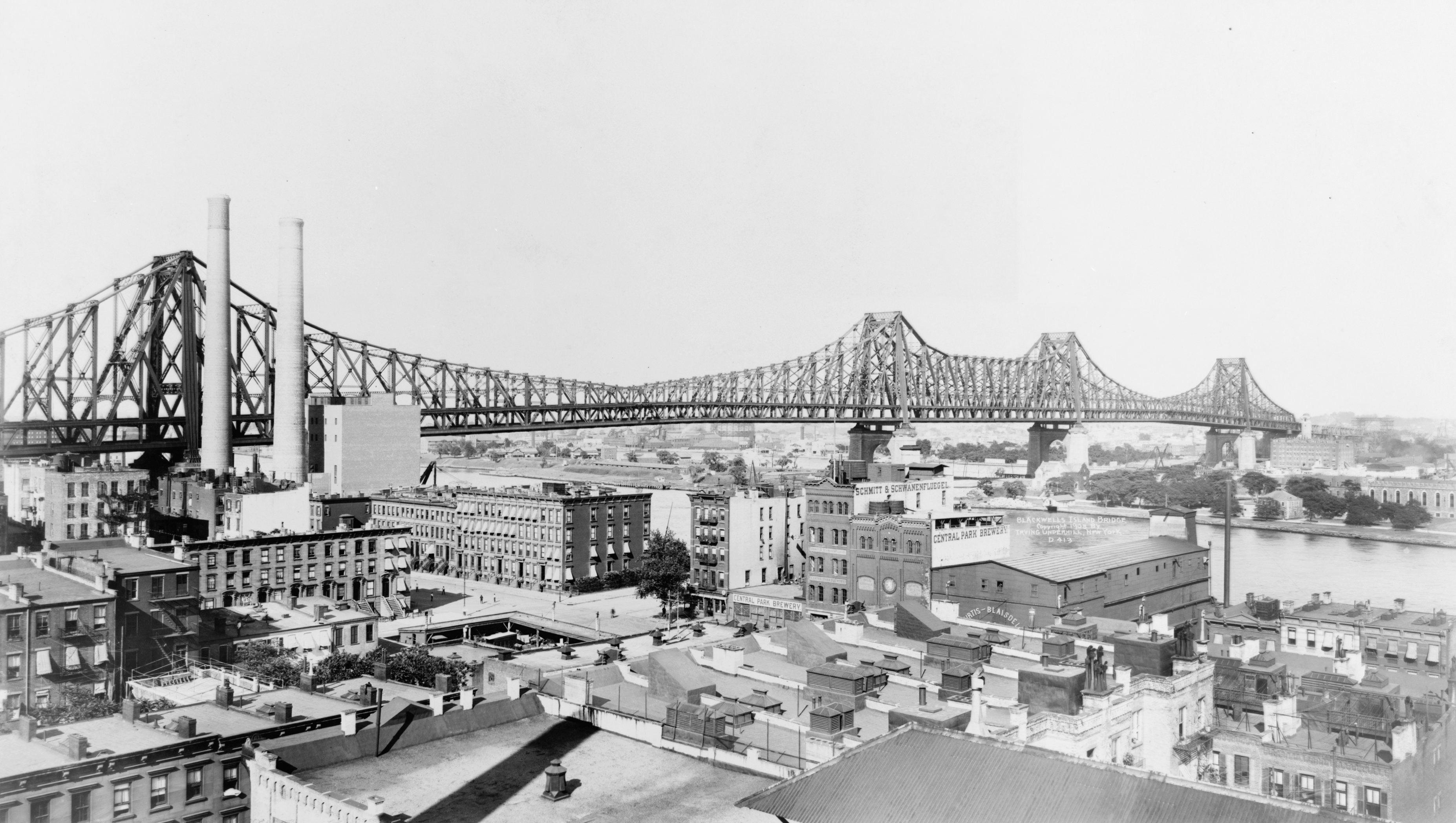
Queensboro Bridge kolem roku 1908 pohled z Manhattanu
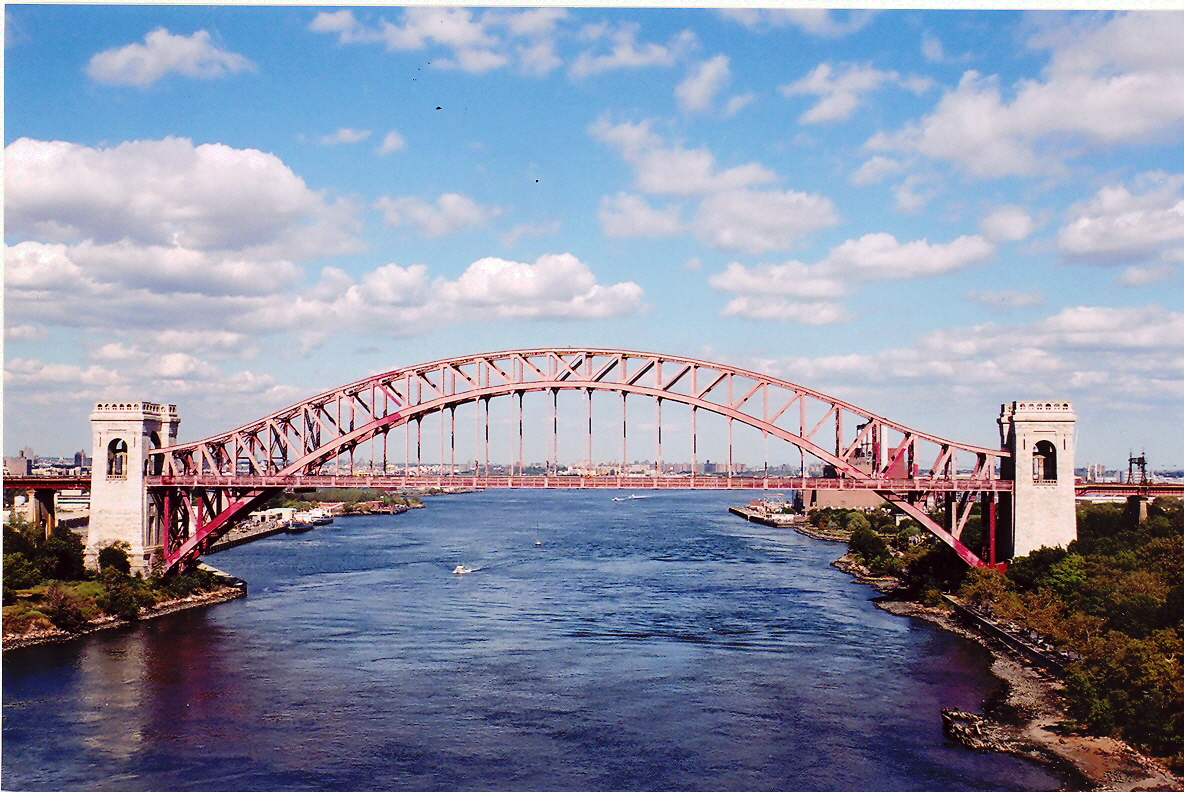
Hellgate Bridge
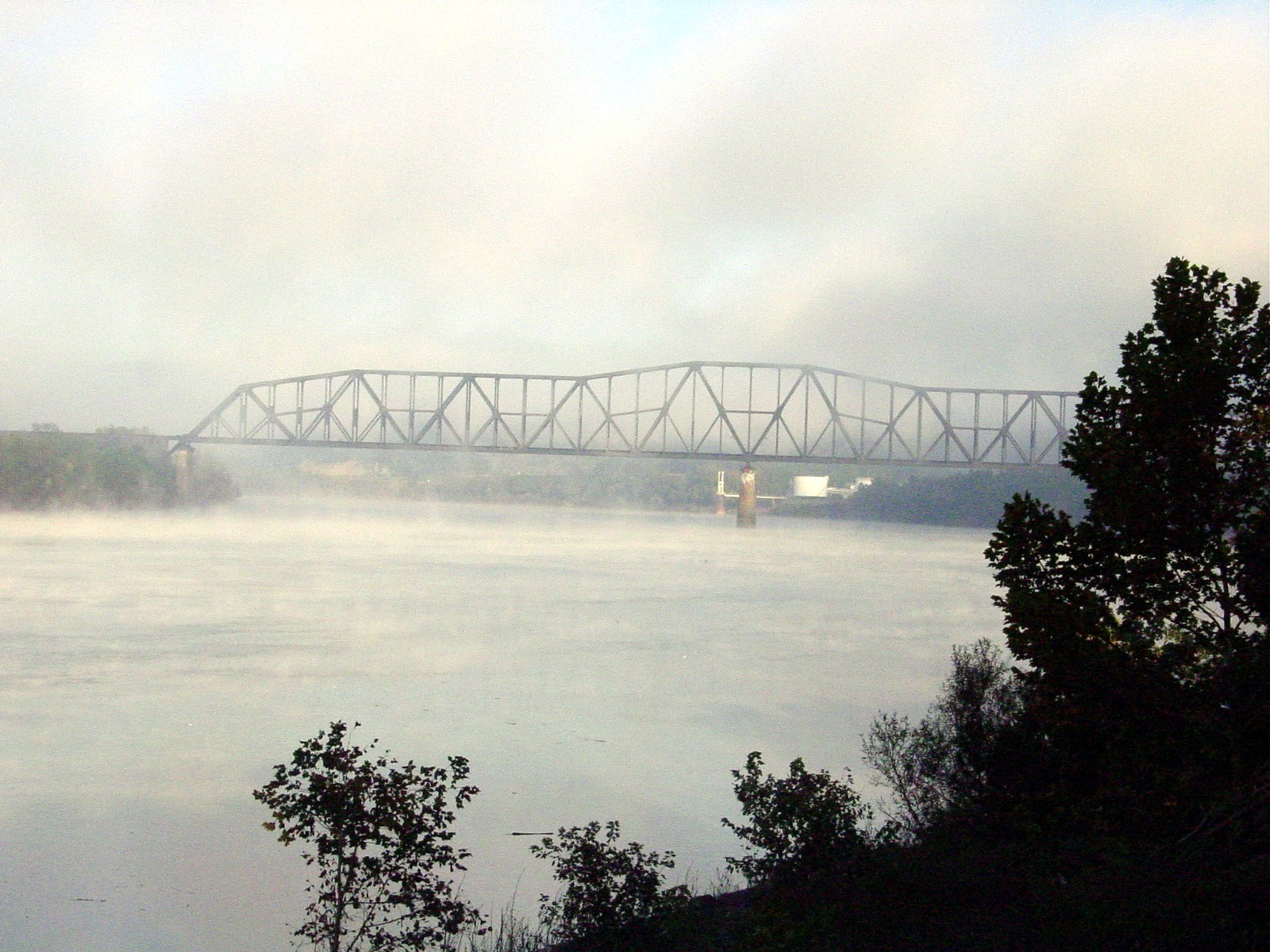
Sciotoville Bridge v roce 2006
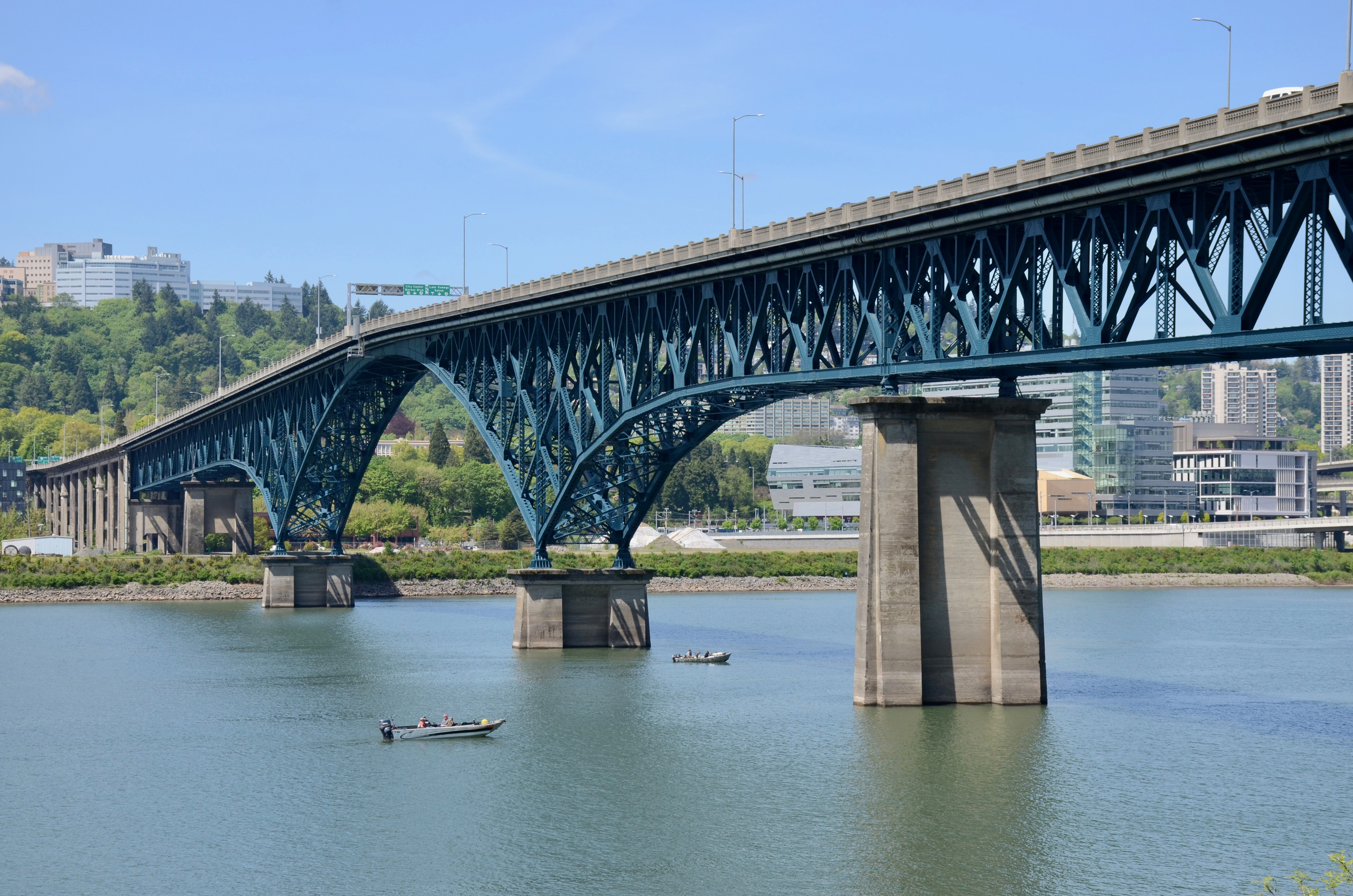
Ross Island Bridge, Portland, Oregon
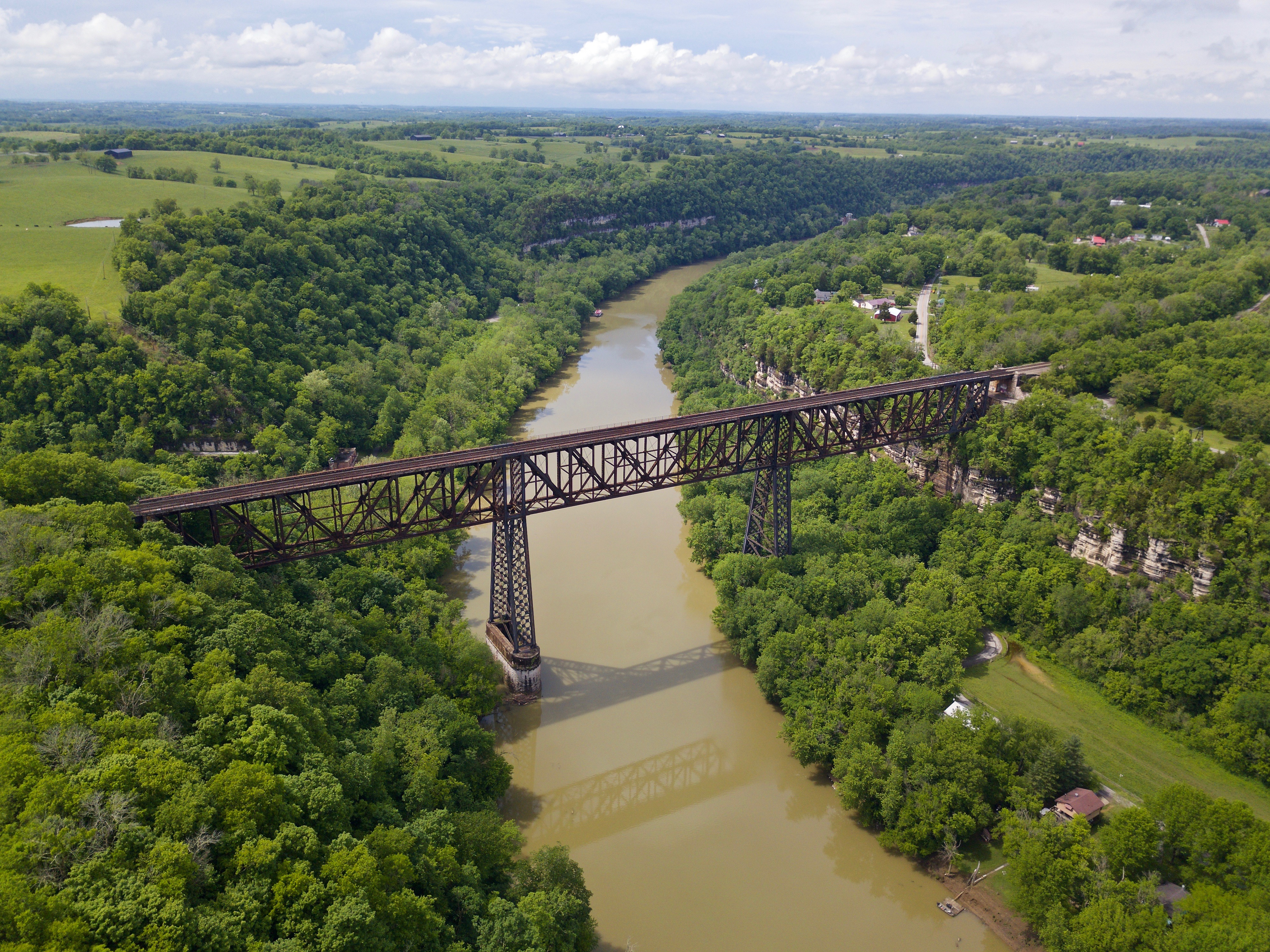
Hig Bridge přes řeku Kentucky v Tennessee